# 충청남도논산계룡교육지원청
충청남도논산계룡교육지원청(忠淸南道論山鷄龍敎育支援廳, Nonsan Gyeryong Office of Education)은 충청남도교육청 산하 교육지원청이다. 충청남도 논산시 관촉로 253에 소재해있으며, 논산시와 계룡시를 관할한다.
교육장은 장학관으로 보한다.

## 산하 기관

### 초등학교
논산시
| - 가야곡초등학교 - 감곡초등학교 - 강경산양초등학교 - 강경중앙초등학교 - 강경황산초등학교 - 광석초등학교 - 구자곡초등학교 - 노성초등학교 - 논산내동초등학교 | - 논산동성초등학교 - 논산반월초등학교 - 논산부창초등학교 - 논산중앙초등학교 - 대명초등학교 - 도산초등학교 - 동산초등학교 - 반곡초등학교 - 백석초등학교 | - 벌곡초등학교 - 부적초등학교 - 상월초등학교 - 성덕초등학교 - 성동초등학교 - 양촌초등학교 - 연무중앙초등학교 - 연무초등학교 - 연산초등학교 | - 왕전초등학교 - 원봉초등학교 - 은진초등학교 - 이화초등학교 - 채운초등학교 - 청동초등학교 - 황화초등학교 |

계룡시
| - 금암초등학교 - 두마초등학교 | - 신도초등학교 - 엄사초등학교 | - 용남초등학교 |

### 중학교
논산시
| - 가야곡중학교 - 강경여자중학교 - 강경중학교 - 건양중학교 | - 광석중학교 - 기민중학교 - 노성중학교 - 논산대건중학교 | - 논산여자중학교 - 논산중학교 - 쌘뽈여자중학교 - 연무여자중학교 | - 연무중학교 - 연산중학교 |

계룡시
| - 금암중학교 - 엄사중학교 - 용남중학교 |